# IBM Deutschland Customer Support Services
Die IBM Deutschland Customer Support Services GmbH ist ein deutsches IT-Dienstleistungsunternehmen und eine hundertprozentige Tochtergesellschaft der IBM Deutschland GmbH. 

## Geschichte
Die Computer Service Partner GmbH (CSP) wurde 1991 als ein Gemeinschaftsunternehmen der IBM Deutschland GmbH mit Robotron gegründet und später zu 100 % von IBM als Tochterunternehmen übernommen. 
1996 fusionierten die vier IBM-Tochterunternehmen CSP Computer Service Partner GmbH, DS Data Sciences GmbH, WBI Weiterbildungsgesellschaft für Informationstechnik mbH und csd Computer-Systemdienste GmbH zur csg Computer Service GmbH. 
Seit 1. Juli 2008 firmiert die Gesellschaft als IBM Deutschland Customer Support Services GmbH (CSS). Hauptsitze des Unternehmens sind Erfurt und Berlin, Firmensitz ist Stuttgart. Die CSS verfügt über 37 weitere Niederlassungen im Bundesgebiet und beschäftigt derzeit rund 350 Mitarbeiter, die über das gesamte Bundesgebiet verteilt sind.
Zum 1. Januar 2025 wurde die CSS mit verbliebenen rund 230 Beschäftigten in die IBM Deutschland GmbH eingegliedert. Der bisherige CSS-Standort Erfurt mit rund 50 verbliebenen Beschäftigten wird im Zuge dieser Umstrukturierung geschlossen und dessen bisherige Aufgaben von der IBM-Niederlassung in Chemnitz übernommen.

## Hauptgeschäftsfelder
- Helpline Services (Helpdesk)
- Vor-Ort-Service (bundesweit)
- Netzwerk-Services
- Reparatur, Logistik (bundesweite Supportstruktur)
- Services für Kassensysteme
- Managed Services (Monitoring von Netzwerk und anderen Komponenten)